# دژ موندوبلو
دژ موندوبلو (به فرانسوی: La Forteresse de Mondoubleau) نام دژ مستحکمی است که هوگو دوبلو (Hugues Doubleau)، حاکم ناحیه واندوم، در سال‌های ۱۰۰۰ تا ۱۰۱۰ میلادی، از سنگ سیلکس و سنگ روسارد ساخت. این دژ دارای برج عظیمی است و ارتفاع آن ۳۳ متر می‌باشد و بزرگ‌ترین دژ ناحیهٔ پرش واندوم از نواحی فرانسه است.